# インゲルハイム・アム・ライン
インゲルハイム・アム・ライン (独: Ingelheim am Rhein) はドイツ連邦共和国ラインラント＝プファルツ州マインツ＝ビンゲン郡にある市でライン川の西側にある。この市は赤ワインの町 (独: Rotweinstadt) と呼ばれており、1996年から同郡の郡庁所在地でもある。
古代ローマ時代 にすでに複数の集落が形成された。
カール大帝がこの地に「立派な宮殿」を立てた（ アインハルト） 。
9世紀、特にルートヴィヒ1世の時期に、王国全体の問題を諮る帝国会議（Reichsversammlung）や教会会議（Synode）が頻繁に催された。この地は、840年に死去したルートヴィヒ1世が晩年息子たちと対立した舞台になっている。
オットー大帝の時代からザーリアー朝初期にかけて復活祭や教会会議が催された。1043年 ハインリヒ3世がアグネス（Agnes von Poitou）と結婚式を挙げたのも当地である。
13世紀地方貴族が実質的に支配下においた。大空位時代の後、時の王・皇帝はインゲルハイムをマインツ大司教等の聖俗大諸侯や都市マインツに担保として与えている。
1354年 カール4世はカール修道院を設立した。
1375年 プファルツ選帝侯領の一部となる。
1815年 ヘッセンに、1946年 ラインラント・プファルツ州に帰属する。
地名の古い形は、774年の≫Ingilinhaim≪。最初のゲルマン人の居住者名≫Ingilo≪（≫Ingo≪の愛称）を含んでいるように思われる。別名として823年の≫Engilinhaim≪、ラテン語1047年の≫Angelica sedes≪（ドイツ語に訳すと≫Sitz der Engel≪；「天使の座席」）があるが、学者が根拠なく意味を変えて命名したもの。

## 姉妹都市
- - スティーブニッジ (Stevenage)（イギリス、1963年）
- - オータン (Autun)（フランス、1963年）
- - フリードリヒスハイン＝クロイツベルク区 (Bezirk Friedrichshain-Kreuzberg)（ドイツ・ベルリン、1971年）
- - サン・ピエトロ・イン・カリアーノ (San Pietro in Cariano)（イタリア、1984年）
- - ニサ (Nysa)（ポーランド、1990年）
- - アフラ (Afula)（イスラエル、1984年）